# Navadna podborka
Navadna podborka (znanstveno ime Athyrium filix-femina) je pogosta vrsta praproti severne poloble. Domorodna je v večini Evrope, Azije in Severne Amerike. Botanično ime filix-femina pomeni ženska praprot, saj je v preteklosti prevladovalo prepričanje, da je navadna podborka ženski predstavnik praproti navadne glistovnice. 

## Opis
Navadna podborka oblikuje lepe listne rozete nežno deljenih v obrisu širokosuličastih listov rumeno-zelene barve, ki v dolžino dosežejo med 20 in 90 cm, v širino pa med 5 in 25 cm.
V preteklosti so ljudje za prehrano uporabljali mlade poganjke navadne podborke, ki pa so surovi strupeni, zato jih je potrebno pred zaužitjem dobro prekuhati, s čimer se odstranijo toksini.